# Ferrobustamita
La ferrobustamita és un mineral de la classe dels silicats, que pertany al grup de la wol·lastonita. Rep el nom per la seva relació amb la bustamita.

## Característiques
La ferrobustamita és un silicat de fórmula química CaFe2+(Si₂O₆). Cristal·litza en el sistema triclínic. La seva duresa a l'escala de Mohs és 6. És l'anàleg de ferro de la bustamita.
Segons la classificació de Nickel-Strunz, la ferrobustamita pertany a «09.DG - Inosilicats amb 3 cadenes senzilles i múltiples periòdiques» juntament amb els següents minerals: bustamita, pectolita, serandita, wol·lastonita, wol·lastonita-1A, cascandita, plombierita, clinotobermorita, riversideïta, tobermorita, foshagita, jennita, paraumbita, umbita, sørensenita, xonotlita, hil·lebrandita, zorita, chivruaïta, haineaultita, epididimita, eudidimita, elpidita, fenaksita, litidionita, manaksita, tinaksita, tokkoïta, senkevichita, canasita, fluorcanasita, miserita, frankamenita, charoïta, yuksporita i eveslogita.

## Formació i jaciments
Va ser descoberta a Camas Malag, a Torrin, a l'assentament de Broadford, dins l'illa de Skye (Highlands, Escòcia). També ha estat descrita en altres indrets d'Escòcia, Irlanda del Nord, Dinamarca, Alemanya, Itàlia, el Japó, el Canadà, el Brasil i Sud-àfrica.